# Klotter

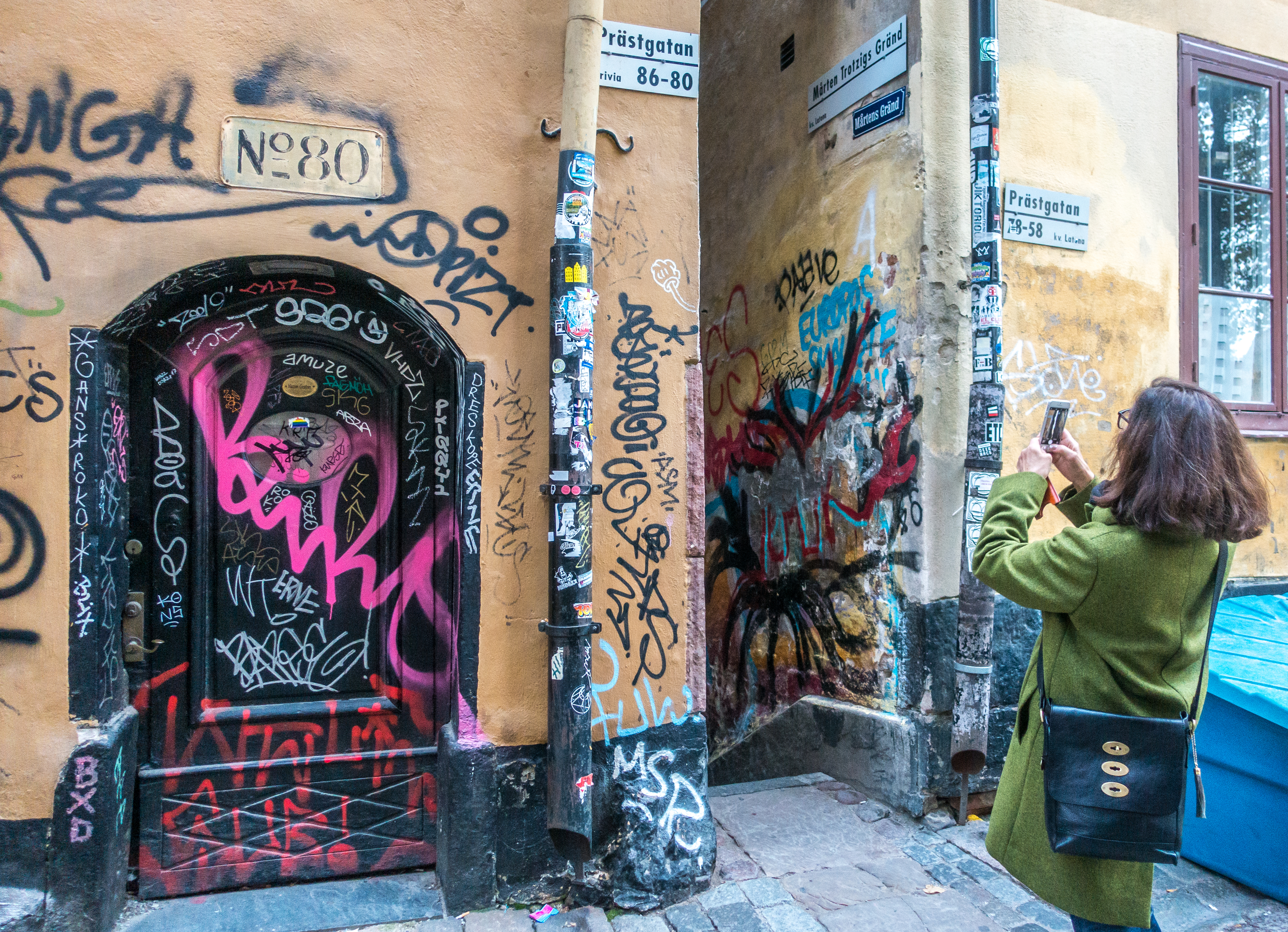
Nerklottrade väggar i Gamla stan i Stockholm 2018.

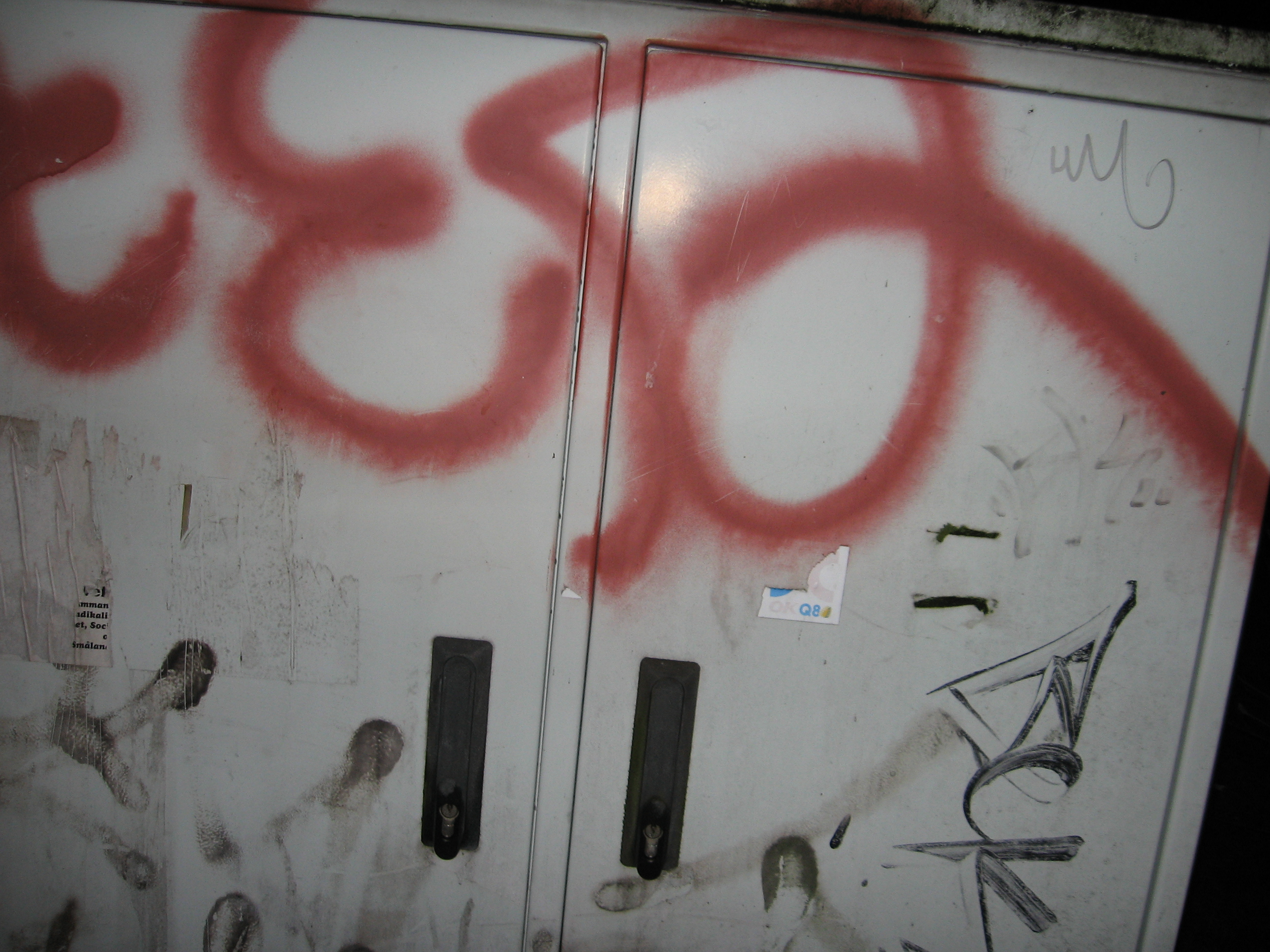
Klotter på plåtskåp

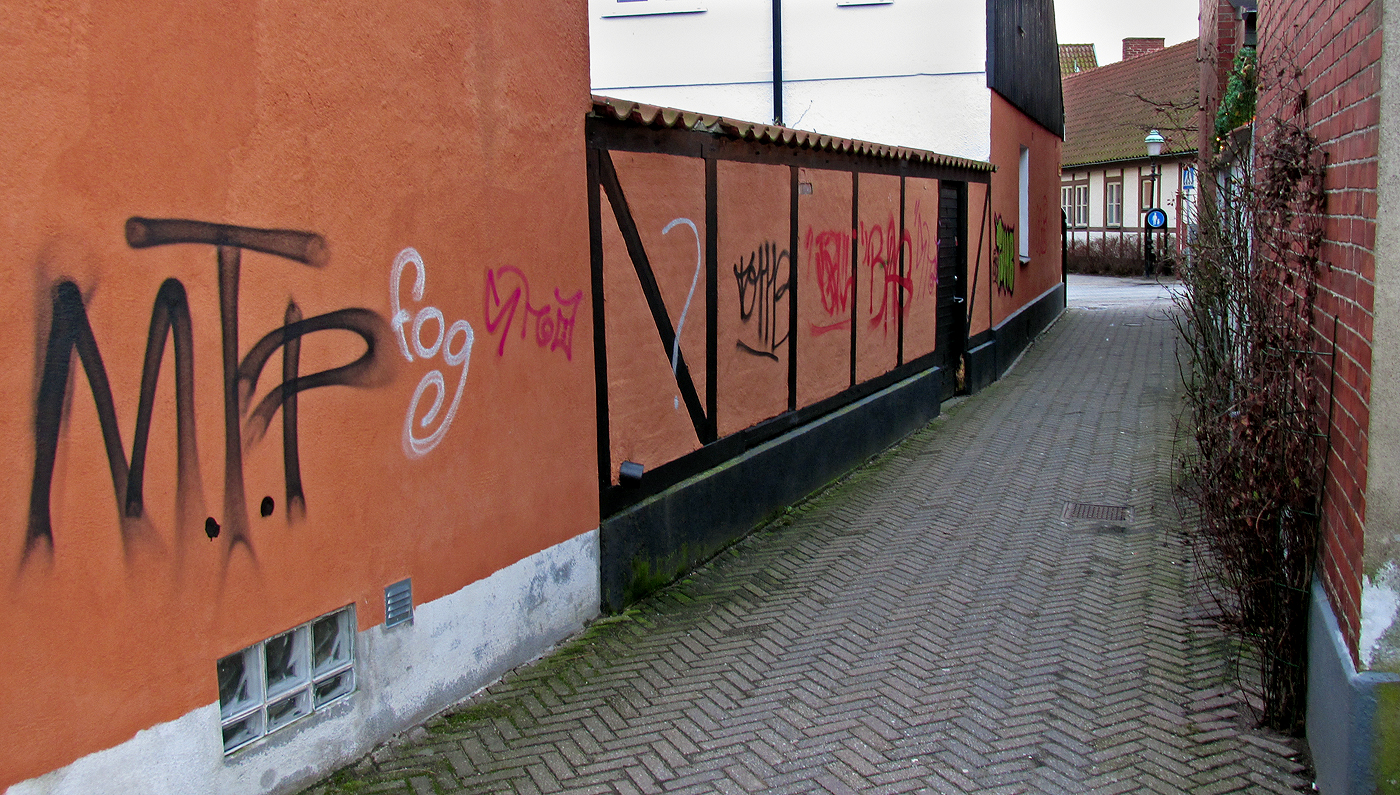
Klotter av tags i Ystad 2014.

Klotter är färg, inskriptioner, budskap, mönster eller bilder som tillförts väggar, fordon, böcker med mera – ofta olovligen. Ofta finns det även en subjektiv bedömning i ordet som att bilden eller handlingen är vårdslös, simpel och oraffinerad, och att resultatet är slarvigt eller oläsligt. Brottsrubricering för sådana gärningar kan vara åverkan eller skadegörelse.
På Internet tolkas "klotter" oftast som ofogsinlägg (det senare kallas även vandalism och kan vara en form av trollande) på gästböcker, forum, wikisidor eller andra öppna sidor.

## Etymologi

"Alexamenos tillber gud". Grekiskt klotter, ristat på ett romerskt hus, Palatinen 100-300 e.Kr.

I svenskan har ordet klottra enligt Svensk Etymologisk Ordbok förekommit sedan 1825. Av verbet klottra blir substantivet klotter. Enligt Svenska Akademiens ordlista betyder ”klottra” rita eller skriva slarvigt. Den tidiga betydelsen förefaller bäst stämma in på barnklotter, det vill säga barns teckningsutveckling under första till tredje levnadsåret. Syftande på en vuxen persons aktiviteter används ordet ibland även i pejorativ bemärkelse. Det i svenskan äldre ordet klotter har i media fått beteckna äldre (eller ”sämre”) graffiti, och det i svenskan nyare ordet graffiti har likaledes i media fått beteckna nyare (eller ”bättre”) graffiti. Även det i svenskan ännu nyare ordet "tag" har ibland använts synonymt med "klotter". Ordet betecknar alltså egentligen inte en viss form utan mera en viss värdering.

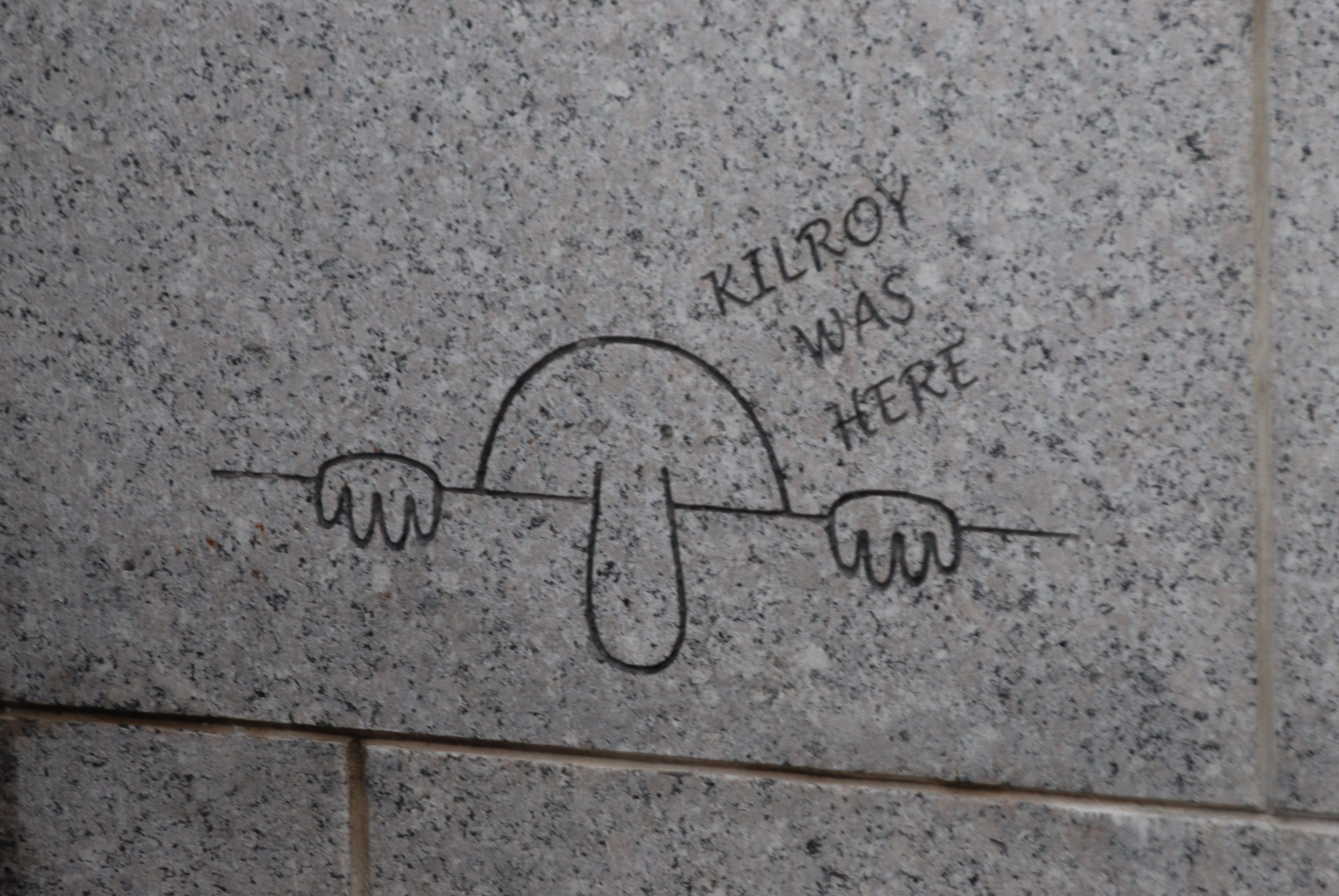
Kilroy på ett monument från andra världskriget.

Begreppet klotterplank har även blivit synonym för en plats där man fritt får uttrycka åsikter, synpunkter och slagord.

## Känt klotter
Kilroy was here är ett av de mest kända klottren. Ursprunget var att allierade soldater skrev det på intagna ställningar under andra världskriget. Kilroy tros syfta på James J. Kilroy, fartygskontrollant i USA. Enligt före detta arbetskamrater ska han ha skrivit sitt namn på de skepp som han kontrollerat. Sedan lär hans före detta arbetskamrater ha tagit med sig uttrycket till armén då de blev inkallade. Sen spred sig uttrycket över världen. Nämnas bör att en avsevärd mytbildning också har följt fenomenet.[källa behövs]